# Mathieu-Ignace van Brée
Mathieu-Ignace (även Mattheus Ignatius eller Matthijs Ignaas) van Brée, född 22 februari 1773 i Antwerpen, död där 15 december 1839, var en belgisk målare. Han var bror till Philippe-Jacques van Bree.
van Brée utbildades i Paris och Rom till renlärig klassicist. Som direktör för konstakademien i Antwerpen från 1827 verkade han i denna anda. Bland hans målningar märks främst "Rubens död" i museet i Antwerpen. van Bree är representerad vid bland annat Nationalmuseum i Stockholm.